# 10540 Hachigoroh
10540 Hachigoroh eller 1991 VP4 är en asteroid i huvudbältet som upptäcktes den 13 november 1991 av den japanska astronomen Satoru Otomo i Kiyosato. Den är uppkallad efter Hachigoroh Kikuchi.
Asteroiden har en diameter på ungefär 11 kilometer och den tillhör asteroidgruppen Hygiea.